# Кристине Ньостлингер
Кристине Ньостлингер (на немски: Christine Nöstlinger) е австрийска писателка, авторка на книги за деца, романи и есета.

## Биография
Кристине Ньостлингер е родена през 1936 г. във Виена в работническо семейство. Баща ѝ е часовникар, а майка ѝ е възпитателка в детска градина. Като социалисти и двамата имат притеснения по време на националсоциализма.
Отношението на Кристине към майка ѝ е трудно, затова бащата е за нея „всичко на света“. За него тя пише: „Любовта на баща ми присъства във всичко, което върша.“
Кристине полага матура и желае да стане художничка, но после следва приложна графика в Академията за приложно изкуство.
След 1970 г. публикува множество книги. За да се издържа, години наред работи в ежедневник, пише сценарии за ORF и представя собствени предавания по радиото.
В последните си години живее с редуване във Виена и в селско стопанство в Алтмевон – горски район в Долна Австрия.
Умира на 81-годишна възраст от рак на белите дробове на 28 юни 2018 г.

## Творчество
Със своите повече от 100 книги Кристине Ньостлингер спада към най-известните и влиятелни детски писатели в немскоезичната област. Творбите ѝ са преведени на многобройни езици и са отличени с престижни награди.
Наред с книги на стандартен немски публикува и творби на диалект, например излязлата през 1974 г. стихосбирка „Iba de gaunz oaman kinda“. Писателката съзнателно използва виенския диалект като литературно изразно средство.
След 90-те години публикува и три готварски книги.

## Награди и отличия (подбор)
- 1972: Friedrich-Bödecker-Preis für Die feuerrote Friederike
- 1973: „Немска награда за детско-юношеска литература“ für Wir pfeifen auf den Gurkenkönig
- 1974: „Австрийска награда за детско-юношеска книга“ für Achtung! Vranek sieht ganz harmlos aus
- 1979: Mildred L. Batchelder Award für Konrad oder das Kind aus der Konservenbüchse
- 1979: Österreichischer Staatspreis für Kinder- und Jugendliteratur für Rosa Riedl Schutzgespenst
- 1979: UNIDA-Preis für Hörfunk für Dschi Dsche-i Dschunior
- 1982: Zilveren Griffel für Maikäfer, flieg!
- 1984: „Награда Ханс Кристиан Андерсен“
- 1986: Johann-Nestroy-Ring
- 1987: „Австрийска награда за детско-юношеска книга“ für Der geheime Großvater
- 1987: Kinder- und Jugendbuchpreis der Stadt Wien für Der geheime Großvater
- 1990: „Цюрихска награда за детска книга“ für Der Zwerg im Kopf
- 1990: Kinder- und Jugendbuchpreis der Stadt Wien für Anna und die Wut
- 1991: Kinder- und Jugendbuchpreis der Stadt Wien für Sowieso und überhaupt
- 1993: Erster Preis der Stiftung Buchkunst
- 1994: EA-Generali-Sonderpreis für gewaltfreie Erziehung
- 1997: Steirische Leseeule für Am Montag ist alles ganz anders
- 1998: „Почетна награда на австрийските книгоиздатели за толерантност в мислите и действията“
- 2002: Wildweibchenpreis: Literaturpreis für Kinder- und Jugendliteratur der Gemeinde Reichelsheim
- 2003: „Възпоменателна награда Астрид Линдгрен“ (zusammen mit Maurice Sendak)
- 2003: Österreichisches Ehrenkreuz für Wissenschaft und Kunst, I. Klasse
- 2009: „Награда Вили и Хелга Феркауф-Верлон“ für antifaschistische österreichische Publizistik
- 2010: Buchpreis der Wiener Wirtschaft
- 2011: „Награда Корине“
- 2011: Großes Ehrenzeichen für Verdienste um die Republik Österreich
- 2011: Bruno-Kreisky-Preis für das politische Buch: Sonderpreis für ihr Gesamtwerk
- 2011: Zehn besondere Bücher zum Andersentag für Lumpenloretta
- 2014: „Австрийска награда за детско-юношеска книга“ für Als mein Vater die Mutter der Anna Lachs heiraten wollte
- 2016: Lebenswerk-Preis des österreichischen Bundesministeriums für Gesundheit und Frauen